# Albert Van Coile
Albert "Berten" van Coile (Brugge, 27 maart 1900 - aldaar, 4 april 1927) was een Belgische profvoetballer. Van Coile maakte bij Cercle Brugge zijn debuut in 1919 en speelde er z'n hele leven. Op 14 maart 1926 speelde hij z'n eerste en enige wedstrijd voor de nationale ploeg. Thuis tegen Nederland werd het 1-1.
Van Coile, kapitein van Cercle Brugge tijdens z'n glorieperiode in de jaren 20, wordt vooral tragisch genoeg herinnerd als de enige speler die overleed naar aanleiding van een wedstrijd in het groenzwarte shirt. Bij een vriendschappelijke wedstrijd op 4 april 1927 in en tegen US Tourcoing speelde Van Coile voor de gelegenheid in de spits. Van Coile kwam er bij een duel hard in botsing met de plaatselijke doelman. Op het eerste gezicht leek er niet veel aan hand, maar zijn toestand verslechterde na de wedstrijd. De volgende dag ontdekten dokters dat hij een grote bloeduitstorting en een scheurtje in z'n darmen had opgelopen. Een operatie werd nog uitgevoerd, maar had geen resultaat. Van Coile overleed aan z'n opgelopen kwetsuren.
Zijn begrafenis werd in Brugge met enorme belangstelling gevolgd, want Cercle Brugge zelf stond op het punt om kampioen te spelen. Tijdens de begraving van Van Coile gaf erevoorzitter Baron de Peellaert in de gutsende regen een afscheidsrede en liep daarbij een zware verkoudheid op die van kwaad naar erger ging en waaraan ook hij veertien dagen later overleed.
Van Coile ligt begraven op het kerkhof van Sint-Andries.

## Carrière
| seizoen | club          | land   | wedstrijden | doelpunten |
| ------- | ------------- | ------ | ----------- | ---------- |
| 1919/20 | Cercle Brugge | België | 14          | 4          |
| 1920/21 | Cercle Brugge | België | 22          | 8          |
| 1921/22 | Cercle Brugge | België | 26          | 3          |
| 1922/23 | Cercle Brugge | België | 24          | 3          |
| 1923/24 | Cercle Brugge | België | 20          | 2          |
| 1924/25 | Cercle Brugge | België | 24          | 0          |
| 1925/26 | Cercle Brugge | België | 24          | 5          |
| 1926/27 | Cercle Brugge | België | 24          | 1          |
| Totaal  |               |        | 178         | 26         |

## Palmares
- Kampioen van België, 1926/27, Ere-afdeling, postuum